# آغا خان الثالث
السير سلطان محمد شاه، آغا خان الثالث، الحائز على وسام النجمة الهندية، ووسام القديس ميخائيل والقديس جرجس، ووسام الإمبراطورية الهندية، والوسام الملكي الفيكتوري، وعضو المجلس الخاص للملكة المتحدة (2 نوفمبر 1877-11 يوليو 1957)، هو الإمام الثامن والأربعون للطائفة النزارية الإسماعيلية. كان من بين المؤسسين الأوائل ورئيس رابطة مسلمي عموم الهند. كان هدفه تعزيز أجندة المسلمين وحقوقهم في الهند. لم تكن الرابطة، حتى ثلاثينيات القرن الماضي، منظمةً كبيرة، لكنها مثلت مصالح المسلمين في الأراضي والتجارة في المقاطعات المتحدة الخاضعة للحكم البريطاني (تُعرف الآن بـ أتر برديش). تشارك آغا خان الثالث معتقد السير سيد أحمد خان القائل إن على المسلمين أولًا بناء رأس المال الاجتماعي من خلال تحسين التعليم، ثم الانخراط في السياسة. دعا الآغا خان الراج البريطاني إلى اعتبار المسلمين أمة منفصلة داخل الهند، أي ما يُطلق عليه «نظرية الأُمّتَين». حتى بعد تقاعده من رئاسة رابطة مسلمي عموم الهند عام 1912، بقي يمارس تأثيرًا كبيرًا على سياساتها وأجندتها. رُشح الآغا خان لتمثيل الهند في عصبة الأمم عام 1932، وشغل منصب رئيس عصبة الأمم بين عامي 1937-1938.

## النشأة
وُلد السير سلطان محمد شاه في كاراتشي عاصمة مقاطعة السند في الهند البريطانية (باكستان حاليًا) من الزوجة الثالثة للآغا خان الثاني، نواب عليا شمس الملوك، التي كانت حفيدة فاتح علي شاه (من سلالة قاجار).
تحت عناية أمه، لم يتلقَّ فقط التعليم الديني والشرقي الذي يمليه عليه منصبة بصفته زعيم الإسماعيليين، بل أيضًا التدريب الأوروبي، وهي فرصة لم تُتح لوالده وجده لأبيه. ارتاد أيضًا إيتون وجامعة كامبريدج.

## المسيرة المهنية
في عام 1885، وبعمر الثامنة، خلف أباه في إمامة الشيعة الإسماعيليين المسلمين.
سافر الآغا خان الثالث لمسافات طويلة حول العالم لأخذ البيعة من أتباعه، وبغرض تسوية الخلافات أو تحسين رفاهيتهم من خلال المساعدة المالية والنصيحة والتوجيه الشخصي. منحته الملكة فيكتوريا لقب القائد الفارس في الإمبراطورية الهندية عام 1897؛ ورُقي إلى رتبة كبير القادة الفرسان في قائمة تتويجات الشرف عام 1902، إذ منحه الملك إدوارد السابع هذا اللقب في قصر باكينغهام في الرابع والعشرين من أكتوبر عام 1902. جعله جورج الخامس كبير القادة الفرسان في وسام النجمة الهندي عام 1912، ومُنح وسام القديس ميخائيل والقديس جرجس عام 1923. حصل على تلك الألقاب نظرًا إلى خدماته العامة من الإمبراطور الألماني، وسلطان تركيا، وشاه إيران، وحكام آخرين.
في عام 1906، كان الآغا خان عضوًا مؤسسًا وأول رئيس لرابطة عموم المسلمين في الهند، وهو حزب سياسي دفع باتجاه إنشاء دولة إسلامية مستقلة في المناطق الشمالية الغربية من الهند، ثم تحت الحكم الاستعماري البريطاني، وأسست لاحقًا للباكستان في عام 1947.
خلال مؤتمرات المائدة المستديرة (الهند) الثلاث في لندن من 1930-1932، لعب الأغا خان دورًا هامًا في تحقيق الإصلاحات الدستورية الهندية.
في عام 1934، أصبح عضوًا في المجلس الخاص للملكة، وكان عضوًا في عصبة الأمم (1934-1937)، وأصبح رئيسًا لعصبة الأمم في عام 1937.

## الإمامة
تحت قيادة سلطان محمد شاه، الآغا خان الثالث، كان النصف الأول من القرن العشرين فترة من التطور الكبير للمجتمع الإسماعيلي. أُنشئ العديد من المؤسسات للتنمية الاجتماعية والاقتصادية في شبه القارة الهندية وفي شرق أفريقيا. احتفل الإسماعيليون بيوبيل إمامهم باحتفالات عامة، وهي تأكيدات رمزية للعلاقات التي تربط بين الإمام الإسماعيلي وأتباعه. على الرغم من أن اليوبيل ليس له أهمية دينية، فهو يعمل على إعادة التشديد على التزام الإمامة في جميع أنحاء العالم بتحسين نوعية الحياة البشرية، وخاصة في البلدان النامية.
يُذكر يوبيل السير سلطان محمد شاه، الآغا خان الثالث، جيدًا. خلال إمامته التي دامت 72 عامًا 1885-1957، احتفل المجتمع بيوبيله الذهبي 1937، والماسي 1946، والبلاتيني 1954. لإظهار تقديرهم وعاطفتهم، وزن الإسماعيليون إمامهم بالذهب، والماس، ورمزيًا بالبلاتين، على التوالي، والتي استُخدمت عائداتها في تطوير مؤسسات الرعاية الاجتماعية والتنمية الكبرى في آسيا وأفريقيا.
في الهند ولاحقًا في باكستان، أُنشئت مؤسسات التنمية الاجتماعية، على حد تعبير الآغا خان الثالث، «من أجل إغاثة الإنسانية». تشمل هذه المؤسسات أمانة اليوبيل الماسي واستثمارات اليوبيل البلاتيني المحدودة التي ساعدت بدورها في نمو أنواع مختلفة من الجمعيات التعاونية. أُنشئت مدرسة اليوبيل الماسي الثانوية للبنات في جميع أنحاء المناطق الشمالية النائية في باكستان. بالإضافة إلى ذلك، وُسع نطاق برامج المنح الدراسية التي أنشئت في وقت اليوبيل الذهبي لتقديم المساعدة للطلاب المحتاجين. في شرق أفريقيا، أُنشئت مؤسسات كبرى للرعاية الاجتماعية والتنمية الاقتصادية. من بين المشاركين في الرعاية الاجتماعية التطور السريع للمدارس والمراكز المجتمعية ومستشفى حديث مجهز بالكامل في نيروبي. ومن بين مؤسسات التنمية الاقتصادية التي أُسست في شرق أفريقيا شركاتٌ مثل أمانة اليوبيل الماسي للاستثمار (المعروفة الآن باسم الأمانة الماسية في كينيا) وشركة اليوبيل للتأمين، المدرجتَين في بورصة نيروبي، واللتين أصبحتا طرفَين فاعلَين رئيسَين في التنمية الوطنية.
قدم السير سلطان محمد شاه أشكالًا تنظيمية أعطت المجتمعات الإسماعيلية الوسائل اللازمة لهيكلة شؤونها الخاصة وتنظيمها. بُنيت هذه الأشكال على التقاليد الإسلامية المتمثلة في الأخلاق المجتمعية من جهة، والضمير الفردي المسؤول مع الحرية للتفاوض حول الالتزام الأخلاقي والمصير من جهة أخرى. في عام 1905، خصص الآغا خان الثالث أول دستور إسماعيلي للحكم الاجتماعي للمجتمع في شرق أفريقيا. نُظمت الإدارة الجديدة لشؤون المجتمع في تسلسل هرمي للمجالس على المستويات المحلية والوطنية والإقليمية. حدد الدستور قواعد في أمور مثل الزواج، والطلاق، والميراث، وإرشادات للتعاون المتبادل والدعم بين الإسماعيليين وتفاعلهم مع المجتمعات الأخرى. أُصدرت دساتير مماثلة في الهند، ونُقحت جميعًا بشكل دوري لتلبية الاحتياجات والظروف الناشئة في بيئات متنوعة.
في أعقاب الحرب العالمية الثانية، أثّرت التغيرات الاجتماعية والاقتصادية والسياسية بعيدة المدى تأثيرًا عميقًا على عدد من المناطق التي يقيم فيها الإسماعيليون. في عام 1947، استُبدلت بالحكم البريطاني في شبه القارة الهندية دول مستقلة ذات سيادة في الهند وباكستان، ولاحقًا بنغلاديش، ما أدى إلى هجرة الملايين من الناس وخسائر كبيرة في الأرواح والممتلكات. في الشرق الأوسط، أظهرت أزمة السويس عام 1956 والأزمة السابقة في إيران الارتفاعَ الحاد في القومية، والتي كانت تؤكد التطلعات الاجتماعية والاقتصادية للمنطقة بقدر استقلالها السياسي. كانت أفريقيا في طريقها إلى إنهاء الاستعمار، واكتسحتها «رياح التغيير»، كما أسماها هارولد مَكميلان رئيس الوزراء البريطاني آنذاك. بحلول أوائل ستينيات القرن الماضي، حصلت غالبية بلدان شرق أفريقيا ووسطها، حيث قطن معظم السكان الإسماعيليين في القارة، بما فيها تنجانيكا، وكينيا، وأوغندا، ومدغشقر، ورواندا، وبوروندي، وزائير، على استقلالها السياسي.

## روابط خارجية
- آغا خان الثالث على موقع الموسوعة البريطانية (الإنجليزية)
- آغا خان الثالث على موقع مونزينجر (الألمانية)

| سبقه آغا خان الثاني | إمام الإسماعيلية النزارية 1885-1957 | تبعه آغا خان الرابع |